# Vittorio Parenti
Vittorio Parenti (Gualtieri, 14 febbraio 1923 – 7 febbraio 2000) è stato un politico e partigiano italiano. Fu presidente della provincia di Reggio Emilia dal 1972 al 1980.

## Biografia
È stato attivo nella Resistenza come partigiano, rimanendo anche invalido di guerra; il 25 aprile 1945 ricopre la carica di presidente del Comitato di Liberazione di Santa Vittoria (Gualtieri).
Esponente del Partito Socialista Italiano, dopo essere stato per anni consigliere comunale a Gualtieri, nel 1970 viene eletto consigliere provinciale, poi nel giugno 1972 diventa Presidente della Provincia di Reggio Emilia; rimane in carica fino al luglio 1980. 
Ha fatto parte del Collegio provinciale reggiano dei periti agrari, del Centro ricerche produzioni animali (Crpa), del Associazione nazionale mutilati ed invalidi di guerra ed è stato presidente dell’Istoreco dal 1985 al 1991.
Muore il 7 febbraio 2000, una settimana prima di compiere 77 anni.